# エルグジャ・ヒンティビゼ
エルグジャ・ヒンティビゼ（1937年7月7日 - ）は、ジョージアの文献学者・文学研究者。文学博士、トビリシ国立大学教授、ジョージア国立科学アカデミー会員（2012年）、国際中世哲学会（SIEPM）正会員、米伝記研究所（ABI）評議会名誉会員。

## 略歴
1960年トビリシ国立大学文学部を卒業。2022年現在、トビリシ国立大学人文学部ジョージア文学研究所所長、国際ジョージア／カルトヴェリ学振興協会（International Association for the Promotion of Georgian/Kartvelian Studies）会長。
これまでトビリシ国立大学文学部長（1976–1986年）、同学術部門副学長（1986–1993年）、同ジョージア古代文学史学科長（2000–2006年）を歴任。また、「文学研究」誌（トビリシ国立大学）編集者（1976–2004年）、国際学術誌「GEORGICA」編集委員（1978年より）、「カルトヴェリ学」創刊者・編集者（1993年より）、カルトヴェリ学研究センターおよびカルトヴェリ学研究基金の創立者・代表（1992年より）、国際カルトヴェリ学サマースクール創設者・代表（1995年より）、カルトヴェリ学国際シンポジウム運営代表者などを務める。国際中世哲学会（SIEPM）国際会議・シンポジウム参加者。これまで世界各国の大学で講義を行なってきた。発表した研究論文は245点以上。
「カルトヴェリ学への貢献により」国際名誉勲章（IOM、ケンブリッジ、1994年）、ジョージア名誉勲章（トビリシ、2003年）、イヴァネ・ジャヴァヒシヴィリ学術賞（トビリシ、1984年）などを受賞。イヴァネ・ジャヴァヒシヴィリ学術コンクール優勝者（トビリシ、2016年）。略歴は米伝記研究所の出版物「世界の五千人」（Five Thousand Personalities of the World, 1994年）、「世界の優れた指導者の事典」（The International Dictionary of Distinguished Leadership, 1994年）および国際伝記センター（英国）の「国際知識人名鑑」（International Who’s Who of Intellectuals, 1995–96年）、「20世紀の傑出した学者」（Outstanding Scholars of the 20th Century, 2000年）、「知識人伝記事典」（Dictionary of Intellectual Biography, 2010年, 2013年）に収録されている。
主な研究対象は中世ジョージア文学およびジョージア・ビザンツ文学関係史。ジョージア・ビザンツ文学関係史における主要な貢献として両文学の交流過程の学術的考証と以下の諸問題などの研究が挙げられる。
1. カッパドキア学派、とくにカイサリアのバシレイオスおよびニュッサのグレゴリオスがジョージア系であるとの学説の提唱。[1][2][3]
2. ビザンツ小説「バルラームとヨアサフ」のアトス山のエクフティメ著者説に対する新たな論拠の確立。[3][4]
3. 「バルラームとヨアサフ」のジョージア語テクストとギリシャ語テクストの相互関係の研究（1976年）[5]，および「バルラームとヨアサフ」のギリシャ語テクストが10世紀末に成立したとする推定。

また、ジョージア史およびジョージア文学史に対する以下の貢献が特筆される。
1. スペインのアーカイブに残されていた、15世紀のスペイン君主イサベルおよびフェルディナンドによるジョージア人君主コンスタンティネ2世の書簡への返信、ギオルギエフスク条約に関する最古のヨーロッパの文書、スペイン王家に保管されていたカルトリ王シモン1世の書簡に関する未知の資料の発見。
2. 大英博物館に保管されていたジョージア語写本断片2点（11世紀）の発見。そのうち1点はアトス山のギオルギの筆と推定される。
3. アトス山のジョージア語書籍・写本庫に残されていた未知の写本の発見。[6]
4. 聖人伝「アトス山のギオルギの生涯」の一部のギリシャ語・ラテン語訳（13世紀）の発見。[7]
5. 17世紀に英国で印刷された、16世紀末アッバース1世時代のアラヴェルディ・ハン（ウンディラゼ）の発言の覚書の発見と出版。
6. 15世紀初めのスペイン人旅行者ルイ・ゴンサレス・クラヴィホのジョージアに関する覚書の翻訳と出版。
7. ジョージア人の民族名称の語源に関する新たな学説。[8][9]

## 主要な著作
1. Georgian Versions of Basil the Great’s “Asceticon”, Tbilisi University Press, Tbilisi, 1968, 215 p. (in Georgian).
2. Byzantine-Georgian Literary Contacts, Tbilisi University Press, Tbilisi, 1969. 200p. (In Georgian)
3. Problems of Weltanschauung in The Man in the Panther Skin, Tbilisi University Press, Tbilisi, 1975. 480 p. (in Georgian)
4. Concerning the Relationship of the Georgian and Greek Versions of Barlaam and Ioasaph. Paris, 1976. 36 p.
5. On the History of Georgian-Byzantine Literary Contacts, Tbilisi University Press, Tbilisi, 1982. 450 p.
6. Афонская грузинская литературная школа, Издательство Ганатлеба, Тбилиси, 1982, 145 стр
7. Грузинско-Византийские литературные взаимоотношения', Издательство Тбилиского университета, Тбилиси, 1989. 335 стр.
8. Medieval and Renaissance Trends in Rustaveli’s “Vepkhistkaosani” (The Man in the Panther Skin), Tbilisi University Press, Tbilisi, 1993. 320 p. (In Georgian).
9. Georgian-Byzantine Literary Contacts, Adolf M. Hakkert Publisher, Amsterdam, 1996. 345 p.
10. The Designation of the Georgians and their Etymology, Tbilisi University Press, Tbilisi, 1998. 160 p.
11. Georgian Literature in European Scholarship (edited by E. Khintibidze), Adolf M. Hakkert Publisher, Amsterdam, 2001. 390 p.
12. Love in Vepkhistkaosani (The Man in the Panther Skin), Kartvelologi, Tbilisi, 2005. 140 p. (In Georgian)
13. "The Man in Panther-skin" in England in the Age of Shakespeare. Kartvelologi, Tbilisi. 150 p.
14. The World View of Rustaveli's "Vepkhistqaosani" (The Man in the Panther Skin), Kartvelologi, Tbilisi, 2009. 860 p. (In Georgian)
15. Rustaveli's ”The Man in the Panter Skin” and European Literature, Bennett and Bloom, London, 2011. 205 p.
16. "The Man in a Panther-skin" in the English Dramaturgy of Shakespeare and his Contemporaries, Tbilisi, 2016, Sachino. 308 p. (in Georgian)
17. Medieval Georgian Romance "The Man in a Panther-Skin" and Shakespeare's Late Plays, Adolf M. Hakkert-Publisher, Amsterdam, 2018.